# Quinario

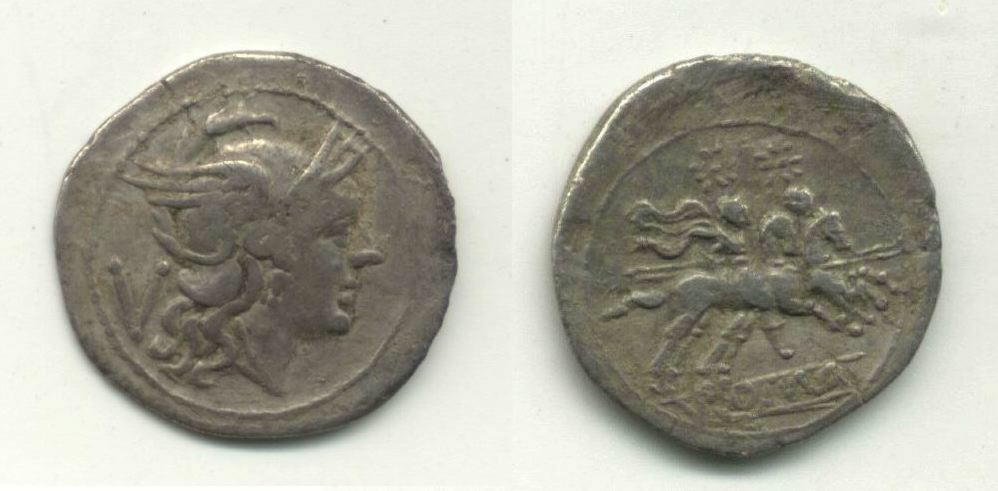
Quinario de L. Calpurnius Piso Frugi, 90 a. C. Anv.: cabeza de Roma con casco alado; V (ases de bronce) por quinario. Rev.: Dioscuros cabalgando, estrellas sobre las cabezas; ROMA debajo.

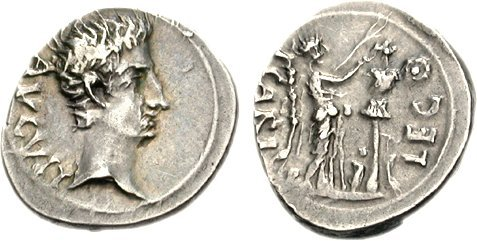
Quinario de plata con la efigie de Augusto, 1,84 g, c. 25-23 a. C. Ceca de Emerita. Anv.: AVGVST. Rev.: P CARIS-I LEG (legado P. Carisius. Victoria, drapeada, de pie, colocando con ambas manos una corona sobre un trofeo.

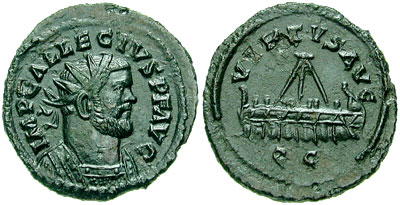
Quinario de bronce del usurpador-emperador de Britania Allectus (293-296). Ceca de Camulodunum. Anv.: IMP C ALLECTVS P F AVG, radiado. Rev.: VIRTVS AVG, galera remando; QC en el exergo.

El quinario es una moneda romana de plata creada en el año 211 a. C., a la vez que el denario y el sestercio. Moneda fraccionaria del denario, su valor es de medio denario, es decir, 5 ases y su marca de valor es V o Q. Su acuñación fue muy esporádica durante la República romana (años 101 a. C., 99-97 a. C., 43-42 a. C., 39 a. C. y 29 a. C.) y el imperio. La victoria es su tipo más habitual y por ello, algunos autores clásicos lo llamaron victoriati.
El quinario forma parte del nuevo sistema monetario que sustituyó al cobre como patrón monetario basado en el as.
El nuevo sistema monetario estaba formado además de por el quinario, por el denario, por el sestercio y por el as, con el siguiente cuadro de equivalencias:
| Equivalencias entre monedas romanas |         |          |           |     |        |
|                                     | Denario | Quinario | Sestercio | As  | Metal  |
| Denario (símbolo X)                 | 1       | 2        | 4         | 10  | Plata  |
| Quinario (símbolo V)                | 1/2     | 1        | 2         | 5   | Plata  |
| Sestercio (símbolo IIS)             | 1/4     | 1/2      | 1         | 2,5 | Plata  |
| As (símbolo I)                      | 1/10    | 1/5      | 2/5       | 1   | Bronce |

## Historia
El quinario comenzó a acuñarse durante la segunda guerra púnica, en 211 a. C., simultáneamente con el denario y el sestercio, heredando su valor de cinco ases del anterior quincussis de bronce republicano. De hecho, a esta equivalencia de cinco ases o medio denario debe tanto el origen de su denominación, quinarius nummus derivado de quinque ("cinco"), como la marca de valor que representa el numeral romano V y por la misma razón, el denario lleva la marca X.
En palabras de Plinio (23-79): " (...) Placuit denarius pro decem libris aeris, quinarium pro quinque (...) ".
Traducido al español: "(...)Se aceptaba un denario por diez libras de cobre y un quinario por cinco(...)."
La tipología inicial de estas primeras emisiones, tanto quinario como denario, consistía en la cabeza con casco de la diosa Roma en el anverso y los Dioscuros en el reverso.
Tras su primera emisión, el quinario fue reintroducido en el año 101 a. C. por la ceca de Roma antigua en sustitución del victoriato, con una finura de plata del 95% aproximadamente, pero entonces con una nueva equivalencia de ocho ases, debido al reajuste del denario, que pasó a valer 16 ases en una reforma del año 118 a. C. En los años siguientes a esta reintroducción, se acuñaron grandes cantidades de quinarios, la mayoría de ellos para su circulación en la Galia.
Posteriormente, la producción de los quinarios fue muy esporádica en la fase final de la República y durante el Imperio, hasta el siglo III. En el declive del Imperio, a partir de Aureliano (270-275), se emitieron quinarios devaluados y, finalmente, solo de bronce, antes de su desaparición definitiva durante la tetrarquía.

## Quinario de oro
El quinario de oro (quinarius aureus o halbaureus), equivalente a medio áureo formó parte del nuevo sistema monetario definido a partir del año 19 a. C. por Augusto. Ahora, la palabra "quinario" procede del nombre dado al medio denario de plata, para significar media pieza, y ya no tiene ninguna relación con el número cinco.